# Cube World (brinquedo)
Cube World é uma série de brinquedos eletrônicos desenvolvidos pela Radica Games e pela Mattel entre 2005 e 2009. O brinquedo consiste em um cubo contendo um personagem animado que é capaz de interagir com os personagens de outros cubos quando conectados entre si.

## Descrição
Os cubos podem ser conectados uns aos aos outros através de ímãs. Cada cubo contém uma figura com animações únicas que são executadas individualmente e em conjunto, como tocar um instrumento musical ou levantar pesos. Quando os cubos são conectados, as figuras interagem umas com as outras e podem se mover de cubo em cubo, com até quatro por vez em qualquer exibição em uma rede de até 16 cubos no máximo. Os cubos contêm um giroscópio embutido, animando as figuras quando o cubo é inclinado. Cada cubo também contém jogos exclusivos jogados com os botões e apresenta mais de 100 animações.

## História
Cube World foi inicialmente desenvolvido pela Conceptioneering Ltd, uma empresa fundada pelo inventor e engenheiro elétrico Tony Ellis e sua esposa Judie em Crowborough. Para criar o brinquedo, Ellis se inspirou no design de um bloco de apartamentos, afirmando "Comecei a me perguntar o que as pessoas que viviam lá estavam fazendo... acabamos com esses cubos com bonecos onde você pode ver o que está acontecendo dentro essas janelas." Cube World foi inicialmente distribuído em 2005 a um preço de varejo de US$ 30 por par. Em 3 de outubro de 2006, a Mattel adquiriu a Radica Games e incorporou suas propriedades, incluindo Cube World, expandindo a marca para um mercado global.
O brinquedo foi um sucesso comercial, vendendo milhões de unidades de acordo com Ellis, e recebeu críticas positivas de publicações para consumidores. Michael Fereday, do Gadget Speak, elogiou o conceito por possuir um "fascínio interessante além de seus gráficos simples", afirmando que "é incrível o que esses personagens fazem individualmente ou em várias combinações". Em 2007, Cube World foi nomeado o "Brinquedo Eletrônico do Ano" pela Toy Industry Association na North American International Toy Fair.

## Conjuntos
Cube World foi lançado com 22 modelos diferentes em 6 séries. Algumas unidades de cada série foram lançadas como 'Edição Especial', na qual os cubos eram envoltos em plástico translúcido. No Japão, Cube World foi distribuído pela Bandai, contendo animações idênticas, mas apresentando variações dos esquemas de cores das versões da Radica e da Mattel.
| Série | Ano de lançamento | Nome                       | Cor                                     | Descrição                                                                                    |
| ----- | ----------------- | -------------------------- | --------------------------------------- | -------------------------------------------------------------------------------------------- |
| 1     | 2005              | Scoop Slim Whip Dodger     | Laranja Roxo Amarelo Vermelho           | Interage com um bastão; Brinca com uma bola; Brinca com um cachorro; Faz truques com cordas. |
| 2     | 2006              | Mic Hans Handy Dusty       | Rosa Azul claro Azul escuro Verde claro | Adora música; Gosta de malhar; Conserta tudo; Mantém as coisas limpas.                       |
| 3     | 2006              | Chief Toner Dash Sparky    | Azul Cinza Verde Marrom                 | Policial; Engravatado; Motoboy; Bombeiro.                                                    |
| 4     | 2007              | Slugger Kicks Slam Grinder | Vermelho claro Verde Laranja Castanho   | Beisebol; Futebol; Basquete; Esportes radicais.                                              |
| 5     | 2008              | Dart Hip Hop Splash Sci-fi | Roxo Preto Azul Branco                  | Espelho distorcido; Mangueira; Acelerador de partículas; Caixa de som.                       |
| 6     | 2007              | Block Bash Global Getaways | Azul Amarelo-alaranjado                 |                                                                                              |

1. ↑  Woodford, Chris; Woodcock, Jon, Chris; Jon (2008). The Gadget Book: And how really cool stuff works. [S.l.]: Dorling Kindersley. pp. 94–95. ISBN 978-185613-045-5
2. ↑  Computer Gaming World Issue 262. [S.l.: s.n.] Maio de 2006
3. ↑  «Crowborough cubes go global». The Argus (em inglês). Consultado em 17 de fevereiro de 2023
4. ↑  Nash Holdings, L. L. C. (5 de maio de 2006). Express 20060505 (em inglês). [S.l.: s.n.]
5. ↑  «Press release». www.sec.gov. Consultado em 17 de fevereiro de 2023
6. ↑  AXSChat Podcast with Tony Ellis - Inventor - AXSChat Podcast (em inglês), consultado em 17 de fevereiro de 2023
7. ↑  mfereday, Published 19 Aug 2006 Author. «Review : Cube World Radica». www.gadgetspeak.com (em inglês). Consultado em 17 de fevereiro de 2023
8. ↑  «Final Nominees». web.archive.org. 7 de janeiro de 2007. Consultado em 17 de fevereiro de 2023